# Альтемиров, Магомет-Мирза Тариевич
Магомет-Мирза Тариевич Альтемиров — советский государственный и военный деятель. Начальник Ингушской милиции в 1920—1932 годах.

## Биография
Родился в 1886 году в селе Барсуки Назрановского района в семье бедного крестьянина. В силу стеснённого материального положения семьи Магомет смог окончить лишь два класса школы, после чего занимался земледелием, а в 1914—1917 годы работал объездчиком, охраняя лесные массивы Назрановского округа.
В 1917 года, после ликвидации органов царской власти, возглавил Барсукинский конный отряд, сформированный жителями для поддержания порядка и охраны от нападения казаков во время полевых работ.
В 1918 году одним из первых среди ингушей вступил в ряды ВКП(б). По поручению Чрезвычайного комиссара Юга России Серго Орджоникидзе он руководил боевой группой, проводившей изъятия у контрреволюционных казаков боевой техники, артиллерийских орудий, бомбометов, винтовок, боеприпасов. 
При наступлении Деникинской армии на Владикавказ и Ингушетию Альтемиров с группой партизан вел бои против местных контрреволюционных казаков, осетин и Деникинской армии. Отряд Альтемирова отличился при обороне Владикавказа, станиц Сунженской, Тарской, Фельдмаршальской; захваченное в ходе боевых действий большое количество оружия были доставлены Альтемировым в Назрановскую крепость и передано размещавшемуся там реввоенсовету.
После отступления Красной Армии и оккупации Деникинской армии Ингушетии для координации борьбы был создан Комитет обороны Ингушетии, куда в числе 11 человек вошёл и Альтемиров. Позднее по заданию Назрановского подпольного комитета РКП(б) под председательством Чабиева Элгау и лично Орджоникидзе Альтемиров был направлен с небольшим отрядом в ингушский конный полк, формировавшийся в порядке контрибуции, и уехал на фронт в Деникинской армию. В Ингушском полку и в других соединениях, входивших в эту группу, Альтемиров вёл агитационную работу, склоняя к дезертирству «инородцев» (ингушей, чеченцев, кабардинцев) в составе белой армии. Обеспокоенные случаями переходов солдат горского полка и соседних частей на сторону красных, белые обнаружили действия Альтемирова, он был окружён и схвачен на улице Царицына солдатами казачьего и татарского эскадронов и через несколько дней был приговорён офицерским совещанием к расстрелу как «большевистский провокатор». Среди солдат горского полка начались волнения, и при содействии подполковника Увайса Мальсагова настоял на перевозке Альтемирова с казачьим конвоем в Моздок (якобы в порядке демобилизации), где приговор должен привести в исполнение генерал Бекбузаров. Не доезжая Моздока, Альтемиров сумел бежать, спрыгнув с поезда, добрался до села Сагопши, где у него жили родственники, а оттуда до села Барсуки. В селе Барсуки жили его братья – коммунисты, партизаны на нелегальном положении Альтемировы Муса, Мурцал, Ахмед и Магомед. Здесь Магомет-Мирза продолжил вместе со своими братьями свою революционную работу. Собрав красный партизанский отряд. В конце Гражданской войны, в марте 1920 года, партизаны Альтемирова совершили дерзкий налёт на отступавшим по Военно-грузинской дороге деникинским частям и отбили у них воспитанников Владикавказского кадетского корпуса, которых переводили в Тифлис.
После изгнания Деникинской армии на Съезде трудового ингушского народа в Назрани 4 апреля 1920 года Альтемиров был утверждён в составе Назрановского ревкома. Он стал первым организатором и начальником Ингушской территориальной рабоче-крестьянской Красной Армии, был работником ОГПУ и постоянным председателем комиссии Гражданской войны. В сентябре 1920 года был одним из делегатов Чечено-Ингушетии на проходившем в Баку I съезде народов Востока. Став первым комиссаром Ингушской окружной милиции, он находился на этом посту с 1920 по 1932 год (когда был вынужден уйти по состоянию здоровья), проводя активную работу по поддержанию общественного порядка в Ингушетии. В конце 1920 года Альтемиров участвовал в ликвидации восстаний, поднятых в поддержку десанту врангелевцев, высадившихся в Тамани.
Умер в 1935 году, после продолжительной болезни.